# Virtuelle Eigenschaft
|  | Dieser Artikel wurde auf der Qualitätssicherungsseite des Portals Mathematik eingetragen. Dies geschieht, um die Qualität der Artikel aus dem Themengebiet Mathematik auf ein akzeptables Niveau zu bringen. Bitte hilf mit, die Mängel dieses Artikels zu beseitigen, und beteilige dich bitte an der Diskussion! (Artikel eintragen) |

In der Mathematik sagt man, dass eine Gruppe eine Eigenschaft virtuell hat, wenn diese Eigenschaft auf eine Untergruppe von endlichem Index zutrifft. Man spricht beispielsweise von virtuell abelschen, virtuell nilpotenten oder virtuell zyklischen Gruppen.
Ein prominentes Beispiel einer virtuellen Eigenschaft ist die 2012 von Ian Agol bewiesene Virtuell-Haken-Vermutung, wofür er 2016 den mit 3 Millionen Dollar dotierten Breakthrough Prize in Mathematics erhielt.

## Definition
Es sei P eine Eigenschaft von Gruppen. Dann sagt man, dass eine Gruppe virtuell P ist, wenn sie eine Untergruppe von endlichem Index besitzt, die die Eigenschaft P hat. In der Regel wird dafür im Deutschen die Sprechweise fast-P verwendet, zum Beispiel fast-zyklisch oder fast-auflösbar.
Über die Korrespondenz zwischen Überlagerungen und Untergruppen der Fundamentalgruppe lässt sich diese Sprechweise auch auf Mannigfaltigkeiten übertragen: Man sagt, eine Mannigfaltigkeit ist virtuell P, wenn es eine endliche Überlagerung mit Eigenschaft P gibt.

## Beispiele
- Eine Gruppe ist genau dann fast-zyklisch, wenn sie einen zyklischen Normalteiler von endlichem Index hat.
- Jede fast-zyklische Gruppe hat einen endlichen Normalteiler {\displaystyle N} mit {\displaystyle G/N} isomorph zu entweder {\displaystyle 1,\mathbb {Z} } oder {\displaystyle D_{\infty }}.
- Semidirekte Produkte aus einer endlichen und einer abelschen Gruppe (oder umgekehrt) sind fast-abelsch. Beispielsweise verallgemeinerte dihedrale Gruppen sind virtuell abelsch.
- Semidirekte Produkte aus einer endlichen und einer nilpotenten Gruppe (oder umgekehrt) sind fast-nilpotent.
- Satz von Gromov: Eine Gruppe ist genau dann fast-nilpotent, wenn sie polynomielles Wachstum hat.
- Tits-Alternative: Eine endlich erzeugte Untergruppe einer Matrixgruppe ist genau dann fast-auflösbar, wenn sie keine freie Untergruppe {\displaystyle F} vom Rang {\displaystyle rk(F)\geq 2} enthält.
- Freie Produkte endlicher Gruppen sind fast-frei. Beispielsweise die Modulgruppe {\displaystyle PSL(2,\mathbb {Z} )} ist virtuell frei.
- Satz von Agol: Jede kompakte, orientierbare, irreduzible 3-Mannigfaltigkeit ist virtuell Haken, virtuell gefasert und hat virtuell positive erste Betti-Zahl.